# Larry Flynt
Pour les articles homonymes, voir Flint et Larry Flynt (film).
Larry Claxton Flynt Jr., né le 1er novembre 1942 à Lakeville (Kentucky) et mort le 10 février 2021 à Los Angeles (Californie), est un homme d'affaires et éditeur américain.
Il est le président-fondateur de « LFP inc. » (Larry Flynt Publications (en)), conglomérat spécialisé dans la production de vidéos pornographiques et l'édition de trente magazines défiant les lois du bon goût, principalement Hustler lancé en 1974. Ce magnat milliardaire a également développé son empire largement dédié au sexe avec des clubs (en) et bars Hustler, des sex-shops, des chaînes de télévision et des sites internet. Cloué dans un fauteuil roulant plaqué or depuis une tentative d'assassinat par le tueur en série Joseph Paul Franklin en 1978, ce personnage scandaleux a bâti sa réputation et sa fortune sur la provocation. Ennemi des ligues de vertu, des mouvements féministes et religieux fondamentalistes, il est une incarnation des contradictions de la société américaine dans laquelle les excès de puritanisme vont de pair avec son combat pour une pornographie libre et la liberté d'expression. Mauvaise conscience de l'Amérique, il s'appuie sur ses divers procès — dus pour la plupart aux attaques politiques lancées dans Hustler et non au porno — pour s'attaquer de front aux valeurs de la majorité morale. Sa vie sulfureuse a inspiré le film biographique The People VS. Larry Flynt de Miloš Forman. En 2016, sa fortune est estimée à 500 millions $.

## Jeunesse
Larry Flynt est né le 1er novembre 1942 à Lakeville, petite ville pauvre du Kentucky dans le comté de Magoffin. Fils aîné de Larry Claxton Flynt Sr. (1919–2005), un métayer devenu alcoolique à la suite de la mort de sa fille Judy d'une leucémie, et d'Edith (née Arnett, 1925–1982), femme au foyer, il est élevé par sa mère jusqu'en 1945, son père étant parti à la guerre. En 1952 ses parents divorcent et il part vivre avec sa mère à Hamlet dans l'État de l'Indiana, où elle a trouvé un emploi de serveuse. Ne s'entendant pas avec son beau père, il rejoint sa tante dans le Kentucky.
Alors qu'il est en première année du secondaire, il s'enfuit à l'été 1958 et est enrôlé dans l’armée grâce à un certificat de naissance contrefait. Il est démobilisé après quelques mois et rejoint son père à Lakeville dans le trafic d'alcool. Recherché par le shérif, il rejoint l’U.S. Navy, comme opérateur radar sur le porte-avions USS Enterprise, pour récupérer la capsule spatiale de l'astronaute John Glenn lors de son retour sur terre. Après de bons états de service, il est démobilisé en juillet 1964.

## Carrière

### Propriétaire de bars
En 1965, Larry Flynt utilise 1 800 dollars de ses économies et rachète à sa mère un bar, le « Keewee », qui lui rapporte 1 000 dollars par semaine, ce qui lui permet d'acquérir deux autres bars. Tous ces bars étant situés dans des quartiers ouvriers de Dayton, dans l'Ohio, il fait face régulièrement à des bagarres de client. Las de ces rixes, il ouvre en 1968 un bar à hôtesses (go-go girls dansant en bikini sur les tables) pour une clientèle plus aisée, le « Hustler » Club (hustler qui signifie arnaqueur, arriviste, escroc, nom dont l'affuble une des serveuses et qu'il choisit par provocation). Les trois années suivantes, il ouvre des Hustler Clubs à Akron, Cleveland, Colombus, Cincinnati et Toledo qu'il gère avec sa conjointe Althea Leasure et son frère Jimmy. Ses bars lui rapportent entre 75 000 dollars et 100 000 dollars par an. Il se spécialise dans la location de machines distributrices aux commerces des environs, traditionnellement gérées par le crime organisé. Il est franchisé par le journal Bachelor's Beat, pendant deux ans avant de le revendre en même temps qu'il ferme son commerce de machines distributrices qui n'est pas assez rentable.

### Publication Hustler
En mars 1972, la première édition de la Hustler Newsletter est publiée, il s'agit d'un bulletin d'information sur les danseuses de quatre pages en noir et blanc. Bien reçue par la clientèle, en mai, elle compte 16 pages, et en août 1973 32 pages en deux couleurs. Pendant le premier choc pétrolier, les bars sont fortement endettés, la Hustler Newsletter devient un magazine à l'échelle nationale et utilise l'argent des Hustler Clubs. Se soustrayant ainsi à l'impôt, Larry Flynt risque la prison.
En juillet 1974, le premier numéro du magazine Hustler et son érotisme bon marché et plus trash concurrence Playboy à l érotisme plus guindé. Dans cette revue pornographique, les modèles féminins se dévoilent intégralement, ce qui lui attire l'animosité des ligues de vertu, des mouvements féministes et religieux fondamentalistes. Mais le magazine traite également sous forme de dessins satiriques des sujets sensibles, comme le racisme, l'avortement, la pédophilie, la zoophilie ou encore la scatologie, critiquant en cela le puritanisme de l'Amérique, ce qui lui vaut de nombreux procès.
Approché par le paparazzo italien Settimio Garritano qui a pris à l'été 1971 des photos de Jacqueline Kennedy-Onassis nue sur l'île privée de Skorpios, il les achète 18 000 dollars et les publie dans l'édition d'août 1975. Il s'en écoule un million d'exemplaires en quelques jours. Devenu millionnaire, en janvier 1976, il emménage dans un manoir d'une valeur de 375 000 dollars (en dollars de 1976).
En juillet 1976, les autorités de Cincinnati accusent Larry Flynt et d'autres membres de la direction de Hustler de « pandering », d'avoir produit du matériel obscène et "d'association de malfaiteurs" en lien avec le crime organisé. Larry Flynt est reconnu coupable et condamné à 7 ans de prison et à une amende de 11 000 dollars. Il passe six jours en prison avant que sa demande de liberté sous caution soit approuvée. Finalement, il gagne le procès en appel pour vice de forme.
En 1977, il fait la connaissance de Ruth Carter Stapleton (en), sœur du président américain d'alors Jimmy Carter et membre charismatique de l'Église évangélique. Sous son influence, il devient un Born Again Christian, se convertit au christianisme et affirme vouloir transformer Hustler en magazine chrétien. Il publie alors une édition de Hustler ayant en couverture la photo d'une femme dans un hachoir à viande. Il affirmera plus tard que cette image était une auto-critique de l'industrie de la pornographie.

## Tentative d'assassinat

Larry Flynt sur son lit d'hôpital après la tentative d'assassinat dont il a été victime et son frère en 1978.

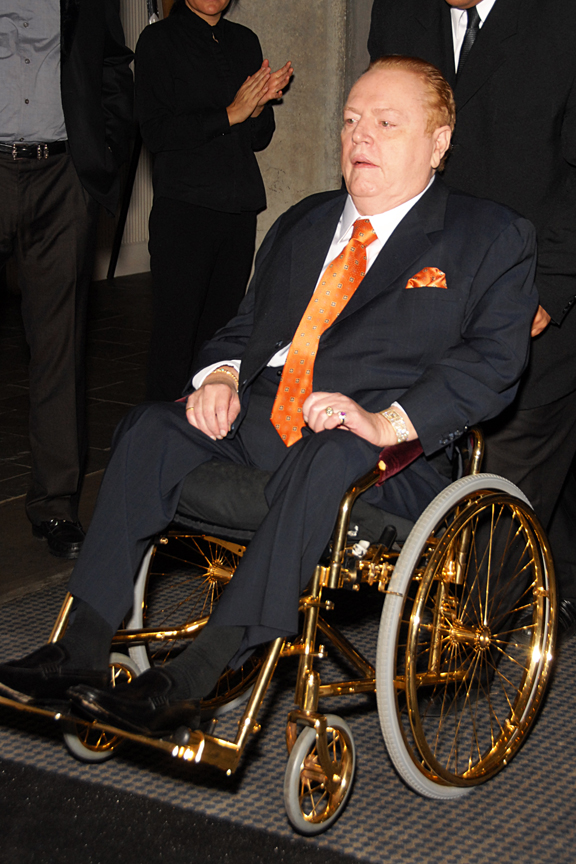
Larry Flynt dans sa chaise roulante plaquée or en 2009.

Le 6 mars 1978 dans le comté de Gwinnett, un extrémiste proche des United Klans of America, Joseph Paul Franklin, tire sur Larry Flynt et son avocat, à leur sortie du tribunal de Lawrenceville où le magnat est une énième fois poursuivi pour obscénité. Pris pour cible pour avoir publié la photo nue d'un couple noir et blanc, il reçoit une balle dans la moelle épinière qui le rend paraplégique et impuissant (il se fera poser un implant pénien pour recouvrer une activité sexuelle), et lui donne une voix presque inaudible. Franklin, jamais appelé en justice pour l'attaque contre Flint, fut condamné à mort pour 8 meurtres non liés à l'affaire Larry Flynt. En octobre 2013, Larry Flynt, opposé à la peine de mort, demande à l’État du Missouri de ne pas exécuter Franklin. Ce dernier sera exécuté le mois suivant.

## Combats pour la liberté d'expression
Cloué dans une chaise roulante, Flynt reprend son combat pour la liberté d'expression et contre la société américaine puritaine traditionnelle, soutenu par l'amour de sa vie, sa quatrième épouse Althea (en), qui reprend les rênes de l'empire, son mari étant affaibli par l'alcool et les antalgiques qu'il prend pour calmer ses douleurs chroniques. Elle se drogue avec ces médicaments puis sombre dans l'héroïne. Affaiblie par le virus du sida contracté en 1983, elle succombe à une overdose de sédatifs dans son bain en 1987.
En 1983, il est condamné à six mois de prison pour s'être présenté devant un tribunal avec une couche-culotte taillée dans un drapeau américain. La même année, il publie dans son magazine Hustler une parodie publicitaire sur l'évangéliste Jerry Falwell. Cette satire comportant, entre autres, une interview imaginaire dans laquelle le télévangéliste décrit sa première expérience sexuelle, sous l'effet de l'alcool, avec sa mère. Falwell poursuit en justice le magazine pour diffamation. Après avoir perdu en première instance, puis deux fois en appel, Flynt porte l'affaire devant la Cour Suprême des États-Unis qui déboute Falwell. La décision Hustler Magazine v. Falwell (en) en 1988 proclame la protection des caricatures par le Premier amendement. En jugeant qu'une personnalité publique ne peut poursuivre l'auteur d'une parodie, la Cour Suprême établit un précédent juridique désormais enseigné dans les facultés de droit américaines, ce qui constitue le plus grand motif de fierté de Flynt.

## Suite de carrière
En 1998, pendant la procédure d'impeachment à l'encontre du président Bill Clinton concernant l'affaire Monica Lewinsky, il offre un million de dollars à quiconque apportera la preuve de l'implication d'un élu du Congrès, d'un sénateur ou de tout haut responsable politique ou juridique des États-Unis dans des affaires à caractère sexuel. Il recommence en juin 2007 en s'offrant des pages de publicité dans The Washington Post.
Fin 2008, en pleine campagne pour l'élection présidentielle américaine de 2008, il lance le projet d'un film pornographique mettant en scène Sarah Palin, colistière de John McCain, le candidat du Parti républicain. Dans la parodie Who's Nailin' Paylin?, les actrices Lisa Ann, Nina Hartley et Jada Fire tiennent les rôles de Sarah Palin, Hillary Clinton et Condoleezza Rice. Le film devient mondialement connu.
En janvier 2015, à la suite de l'attentat contre Charlie Hebdo, Larry Flynt critique les médias américains qui ont refusé de diffuser les caricatures de Mahomet de l'hebdomadaire satirique.
En octobre 2017, il déclare offrir 10 millions de dollars à toute personne qui apporterait des informations compromettantes sur le président Donald Trump et qui pourraient conduire à sa destitution.

## Décès
L'âge avançant, son état de santé décline. Larry Flynt meurt d'une crise cardiaque le 10 février 2021 au Cedars-Sinai Medical Center de Los Angeles, à l'âge de 78 ans,.

## Publication
- (en-US) Larry Flynt et Kenneth Ross, An Unseemly Man: My Life as a pornographer, pundit and social outcast, Dove Books Editor,  (ISBN 0-7871-1143-0).